# Синесий (Димитров)

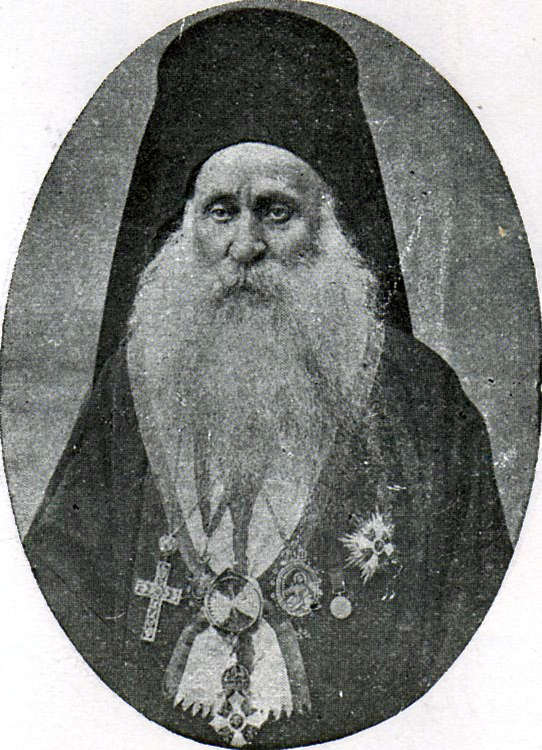

Митрополи́т Сине́сий (в миру Стоимен Райнов Димитров; 10 октября 1836, Скриняно, Османская империя — 16 декабря 1917, Кюстендил, Болгария) — епископ Болгарской православной церкви, митрополит Скопский.

## Биография
Начальное образование получил в родном городе.
4 марта 1854 года в Кюстендилском кафедральном храме Успения Пресвятой Богородицы митрополитом Кюстендильским Авксентием пострижен в монашество с именем Синесий. 5 марта того же года митрополитом Авксентием был рукоположён в сан иеродиакона, после чего иеродиакон Синесий три года прослужил в Кюстендиле.
С 1857 по 1860 год был диаконом в Велесе при греческом митрополите Велесском Анфиме (Алексиадисе).
В 1861—1863 годах обучался в Болгарском училище при Храме святого Стефана в Константинополе. По возвращении в Кюстендил в 1864 году в течение двух с половиной служил игуменом Монастыря святого Мины.
19 октября 1867 года поступил в Рылский монастырь, где продолжал своё образование в килийном училище и служил писарем и секретарём в монастырской канцелярии.
В 1868 году в Кюстендиле митрополитом Игнатием (Василевым) был рукоположён в сан иеромонаха, после чего до января 1874 года служил приходским священником и писарем в Рыльском манастире.
Отправлен во Врацу в качестве таксидиота (сборщика пожертвований), где становится членом местного революционного комитета. Написал книгу «Българска правда и гръцка кривда» (1872).
10 января 1874 года был назначен протосингелом митрополита Кюстендильского Илариона (Иванова), и управляющим Штипской духовной околией (благочинием).
21 апреля 1875 года в Константинополе был рукоположен во епископа Стобийского, викария митрополита Кюстендильского с кафедрой в городе Штип, который отождествлялся с древними Стовами.
27 августа 1877 года назначен викарием митрополита Пловдивского Панарета (Мишайкова).
В октябре 1878 года назначен управляющим Одринской епархией.
31 декабря 1884 года был назначен митрополитом Охридским и с 2 января 1885 года поселился в Константинополе, ожидая выдачи берата, который из-за сопротивления Константинопольского Патриархата он получил берат только 1 августа 1890 года.
10 декабря 1888 года митрополит Синесий вновь назначен управляющим Одринской епархией, оставалась на этой должности до получения берата. Получив берат, 15 августа того же года прибыл в Охрид и вступил в управление епархией.
Из-за плохого состояния здоровья 15 августа 1891 года митрополит Синесий подал в отставку, но Священный Синод Болгарского экзархата е не принял. На 15 июля того же года повторно подал прошение об уходе на покой, которой 17 июля того же года было удовлетворено. В 1892 году поселился в Кюстендиле.
В 1894 году назначен управляющим Скопской епархией, а в 1897 году был избран митрополитом Скопским.
Ревностно оберегал болгарское население от турецких беззаконий, ведет упорную борьбу с греками. Написал труд «Длъжностите и правата на свещениците» (1897).
В 1909 году по состоянию здоровья ушёл на покой, после чего до своей смерти жил на покое в Кюстендиле.
Скончался 16 декабря 1917 года в Кюстендиле. Погребён перед алтарём старой церкви святого Мины в Кюстендиле.